# Robert Emmet Sherwood
Robert Emmet Sherwood (New Rochelle, 4 de abril de 1896 - Nueva York, 14 de noviembre de 1955) fue un dramaturgo estadounidense.
Era editor literario en Nueva York y miembro de la Algonquin Round Table, el centro de la camarilla literaria de la ciudad. Analizó la inutilidad de la guerra en su primera obra The Road to Rome de 1927. Tuvo también puestas en escena que ganaron el premio Pulitzer, como Idiot's Delight de 1936, Abe Lincoln in Illinois de 1938 y There Shall Be No Night de 1940.

## Orígenes
Nacido en 1896 en New Rochelle, estado de Nueva York, Robert era hijo de Arthur Murray Sherwood, un rico corredor de bolsa, y su esposa, Rosina Emmet, una ilustradora y retratista muy apreciada conocida como Rosina E. Sherwood. Fue tatara-tatara-nieto del exfiscal general del Estado de Nueva York Thomas Addis Emmet y un bisnieto del nacionalista irlandés Robert Emmet, quien fue ejecutado por alta traición tras liderar la rebelión irlandesa de 1803, uno más en la larga serie de intentos de acabar con el dominio británico en Irlanda, en 1803. Sus familiares también incluyeron a otros tres notables artistas de retratos estadounidenses: sus tías Lydia Field Emmet y Jane Emmet de Glehn, y su prima hermana, Ellen Emmet Rand. 
Sherwood fue educado en la Fay School, la Milton Academy y luego en la Harvard University. Luchó con los Royal Highlanders de Canadá, en Europa, durante la Primera Guerra Mundial y fue herido. Después de su regreso a los Estados Unidos, comenzó a trabajar como crítico de cine para revistas como Life y Vanity Fair. La carrera de Sherwood como crítico en la década de 1920 se explica en el documental de 2009: Por el amor a las películas: la historia de la crítica cinematográfica estadounidense. En esa película, el crítico Richard Schickel habla, entre otros temas, de cómo Sherwood fue el primer crítico de Nueva York invitado a Hollywood por un estudio para conocer a las estrellas y directores.

## Carrera de escritor
Sherwood fue uno de los miembros originales de la Mesa Redonda del Algonquin. Era amigo íntimo de Dorothy Parker y Robert Benchley, quienes formaban parte del personal del Vanity Fair con Sherwood, cuando la Mesa Redonda comenzó a reunirse en 1919. La autora Edna Ferber también era una buena amiga suya. Sherwood 2.03 m de altura. Dorothy Parker, que medía 1,63 m, comentó una vez que cuando ella, Sherwood y Robert Benchley 1,8 m caminaban juntos por la calle, se parecían a "un órgano andante".
La primera obra de Broadway de Sherwood, The Road to Rome (1927), que era una comedia sobre la fallida invasión de Roma por parte de Aníbal, introdujo uno de sus temas favoritos: la inutilidad de la guerra. Muchas de sus obras dramáticas posteriores emplearon variaciones de ese motivo, incluyendo Idiot's Delight (1936), que le valió a Sherwood el primero de los cuatro premios Pulitzer. Según la leyenda, una vez admitió al columnista de chismes Lucius Beebe, "El problema es que empiezo con un gran mensaje y termino con nada más que un buen entretenimiento".
El éxito de Sherwood en Broadway pronto atrajo la atención de Hollywood; comenzó a escribir para la pantalla grande en 1926. Aunque parte de su trabajo no fue acreditado, sus películas incluyeron muchas adaptaciones de sus obras. También colaboró con Alfred Hitchcock y Joan Harrison en la redacción del guion para Rebecca (1940).
Con Europa en medio de la Segunda Guerra Mundial, Sherwood dejó de lado su postura antibélica para apoyar la lucha contra el Tercer Reich. Su obra de 1940 sobre la invasión de la Unión Soviética de Finlandia, There Shall Be No Night, fue producida por la Playwright's Company que había cofundado en 1938 y fue protagonizada Alfred Lunt, Lynn Fontanne y Montgomery Clift. Katharine Cornell produjo y protagonizó una adaptación de televisión de 1957 en la NBC. Sherwood ridiculizó públicamente al aislacionista Charles Lindbergh como «un nazi con desprecio olímpico nazi por todos los procesos democráticos».
Durante este período, Sherwood también sirvió como redactor de discursos para el presidente Franklin D. Roosevelt. Contó la experiencia en su libro Roosevelt and Hopkins: An Intimate History, que ganó el Premio Pulitzer de 1949 por Biografía o Autobiografía y un Premio Bancroft de 1949. A Sherwood se le atribuye el origen de la frase el "arsenal de la democracia", un eslogan frecuente en los discursos de Roosevelt durante la guerra. Sherwood fue citado el 12 de mayo de 1940 por The New York Times, "Este país ya es, en efecto, un arsenal para los Aliados democráticos".
Después de servir como Director de la Oficina de Información sobre Guerra desde 1943 hasta la conclusión de la guerra, regresó a la escritura dramática con la película Los mejores años de nuestra vida, dirigida por William Wyler. La película de 1946, que explora los cambios en las vidas de tres militares después de regresar de la guerra, le valió a Sherwood el Óscar de la Academia al Mejor Guion.

## Obras

### Obras de teatro
- El camino a Roma (1927)
- El nido de amor (1927)
- El esposo de la reina (1928); adaptada en la película de 1931 The Royal Bed.
- El puente de Waterloo (1930) - adaptada en dos películas americanas y dos telenovelas brasileñas
- Esto es Nueva York (1930); adaptada en la película de 1932 Two Kinds of Women.
- Reunión en Viena (1931); adaptada en una película de 1933.
- Acrópolis (1933)
- El bosque petrificado (1935) - adaptada en la película homónima de 1936 con Leslie Howard, Bette Davis y Humphrey Bogart.
- Tovarich (1935) - de una comedia francesa de Jacques Deval - adaptada a una película de 1937, y un musical de 1963 con Vivien Leigh y Jean Pierre Aumont.
- Idiot's Delight (1936) Premio Pulitzer de drama, adaptada a la película de 1939.
- Abe Lincoln en Illinois (1938) Premio Pulitzer de drama - adaptada en una película de 1940.
- There Shall Be No Night (1940) Premio Pulitzer de Drama.
- The Rugged Path (1945) protagonizada por Spencer Tracy
- Miss Liberty (libreto de 1949 para el musical de Irving Berlin)
- Pequeña guerra en Murray Hill (1957, producida póstumamente)

### No ficción
Sherwood, Robert E. (1948). Roosevelt y Hopkins: An Intimate History (1.a ed.). Nueva York: Harper. OCLC 908375. Premio Pulitzer de 1949 (Biografía)
Sherwood, Robert E. (1923). Las mejores imágenes en movimiento de 1922-1923, También quién es quién en las películas y el Anuario de la pantalla estadounidense (Primera edición). Boston: Small, Maynard & Company.

## Premios y distinciones
Premios Óscar
| Año  | Categoría            | Película                         | Resultado |
| ---- | -------------------- | -------------------------------- | --------- |
| 1941 | Mejor guion adaptado | Rebecca                          | Nominado  |
| 1947 | Mejor guion adaptado | Los mejores años de nuestra vida | Ganador   |